# トロッコ王国美深

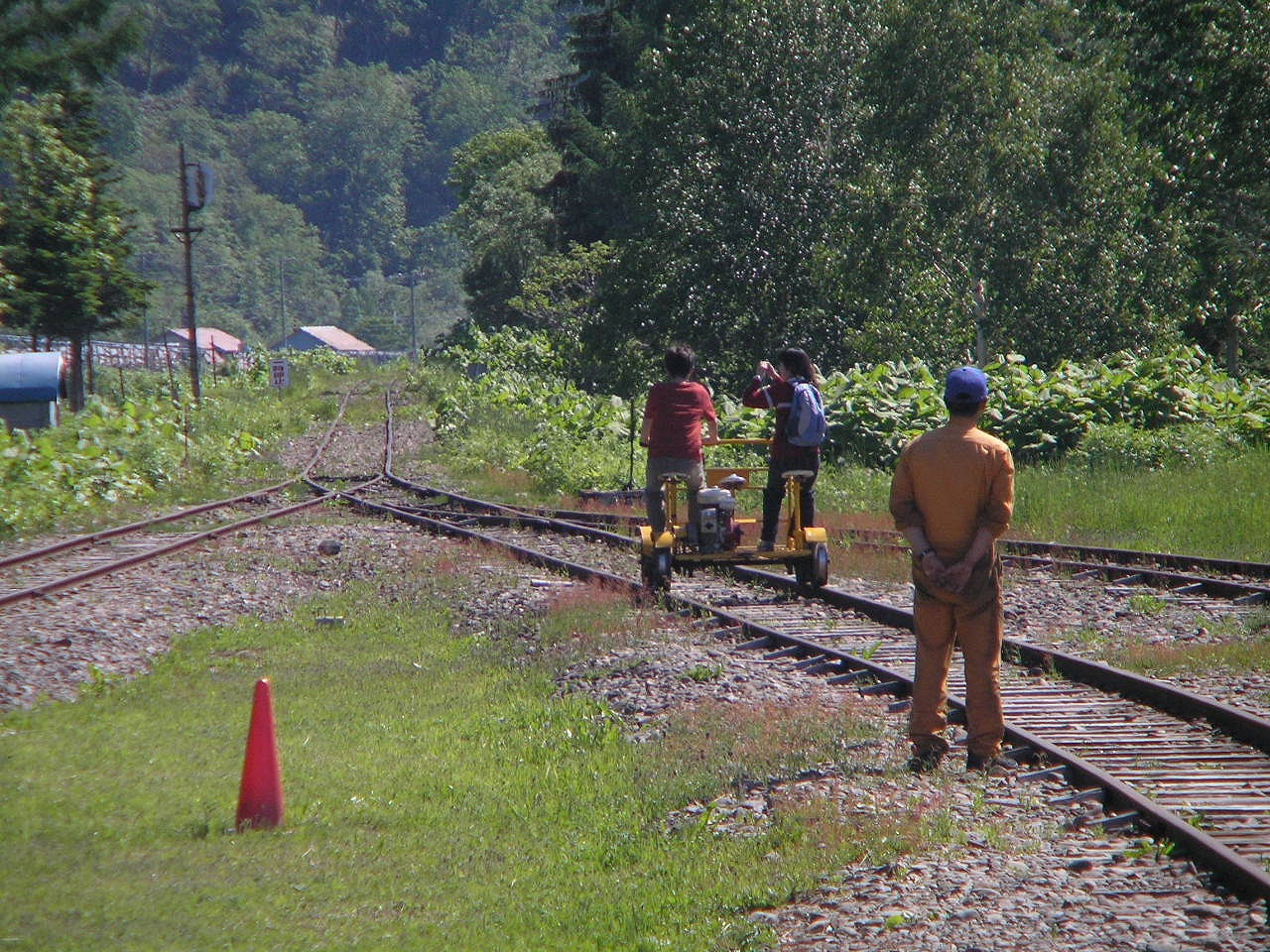
トロッコ王国起点出発風景（コタンコロ・カムイ驛）

トロッコ王国美深（トロッコおうこくびふか）は、北海道中川郡美深町にある観光施設、およびそれを運営しているNPO法人。単に「トロッコ王国」と呼ばれることも多い。
日本一の赤字路線として1985年（昭和60年）に全線廃止された日本国有鉄道（国鉄）美幸線の廃線跡の一部、約5kmおよび敷地104,700m²を利用し、観光の活性化を目的としてエンジン付きトロッコを運行している。

## 概要

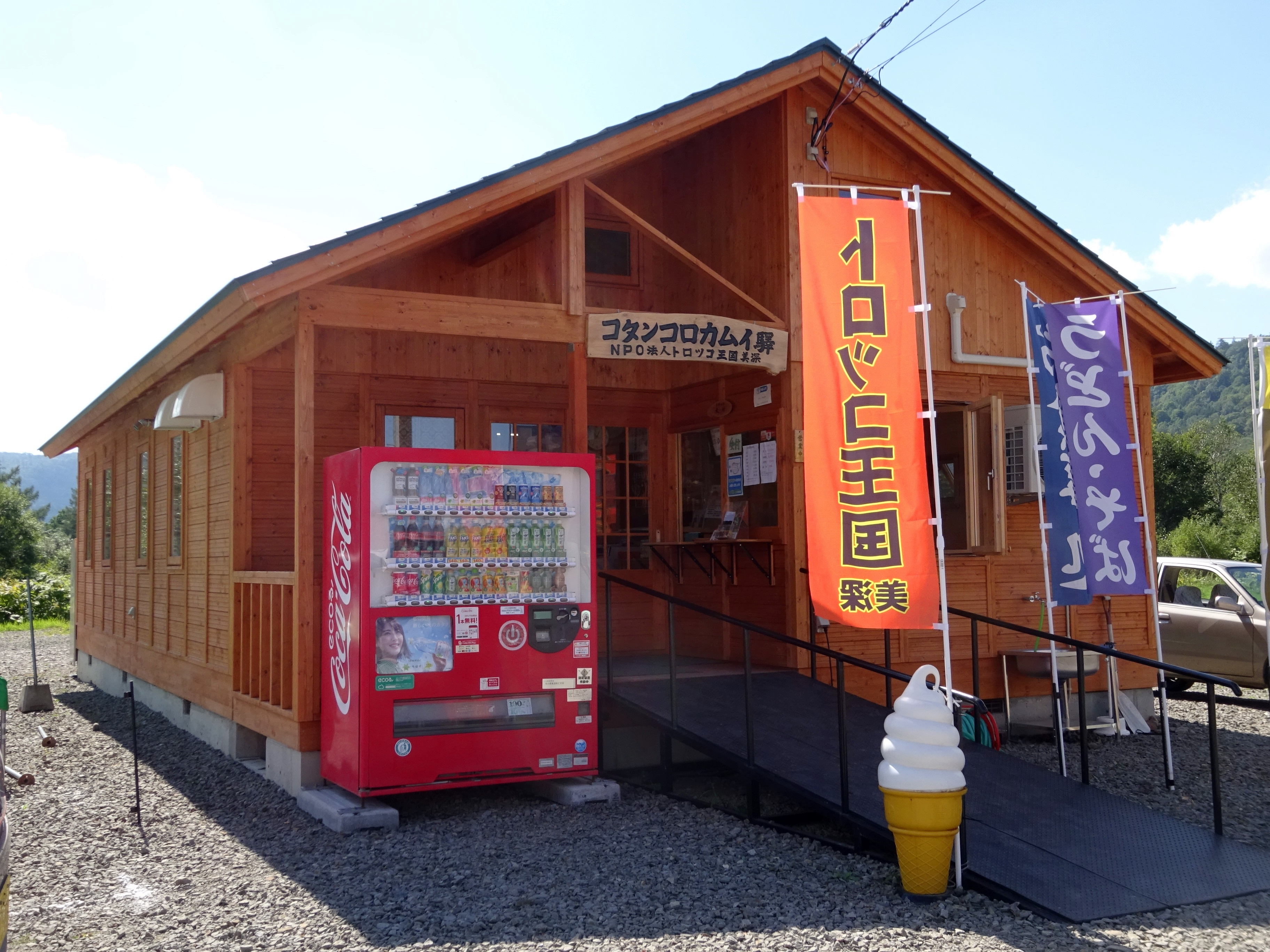
新築された喫茶売店兼券売所（2022年）

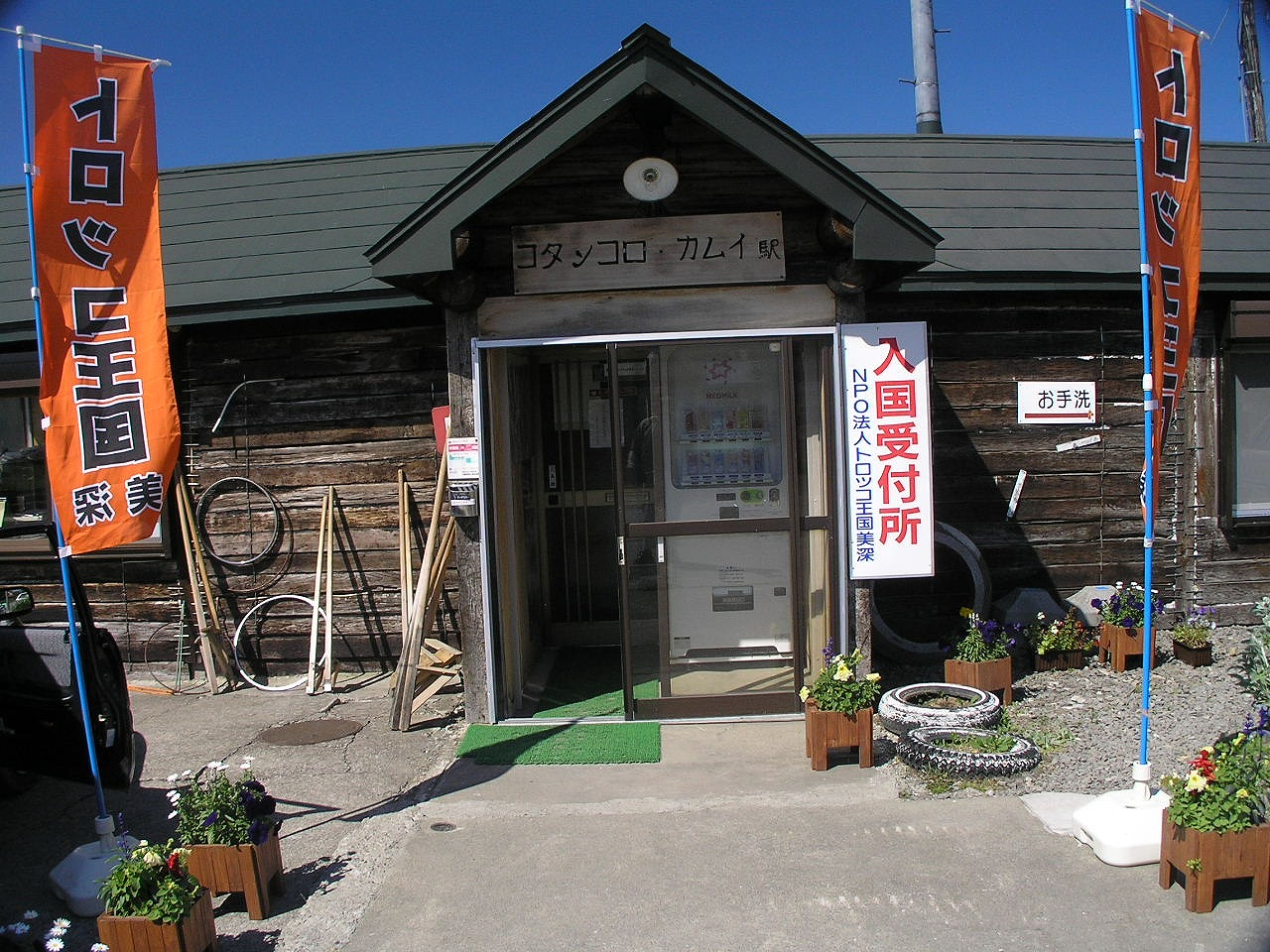
2021年までのコタンコロ・カムイ驛（トロッコ王国起点駅舎・旧仁宇布駅。新たに建てられたもので旧仁宇布駅舎とは異なる。）

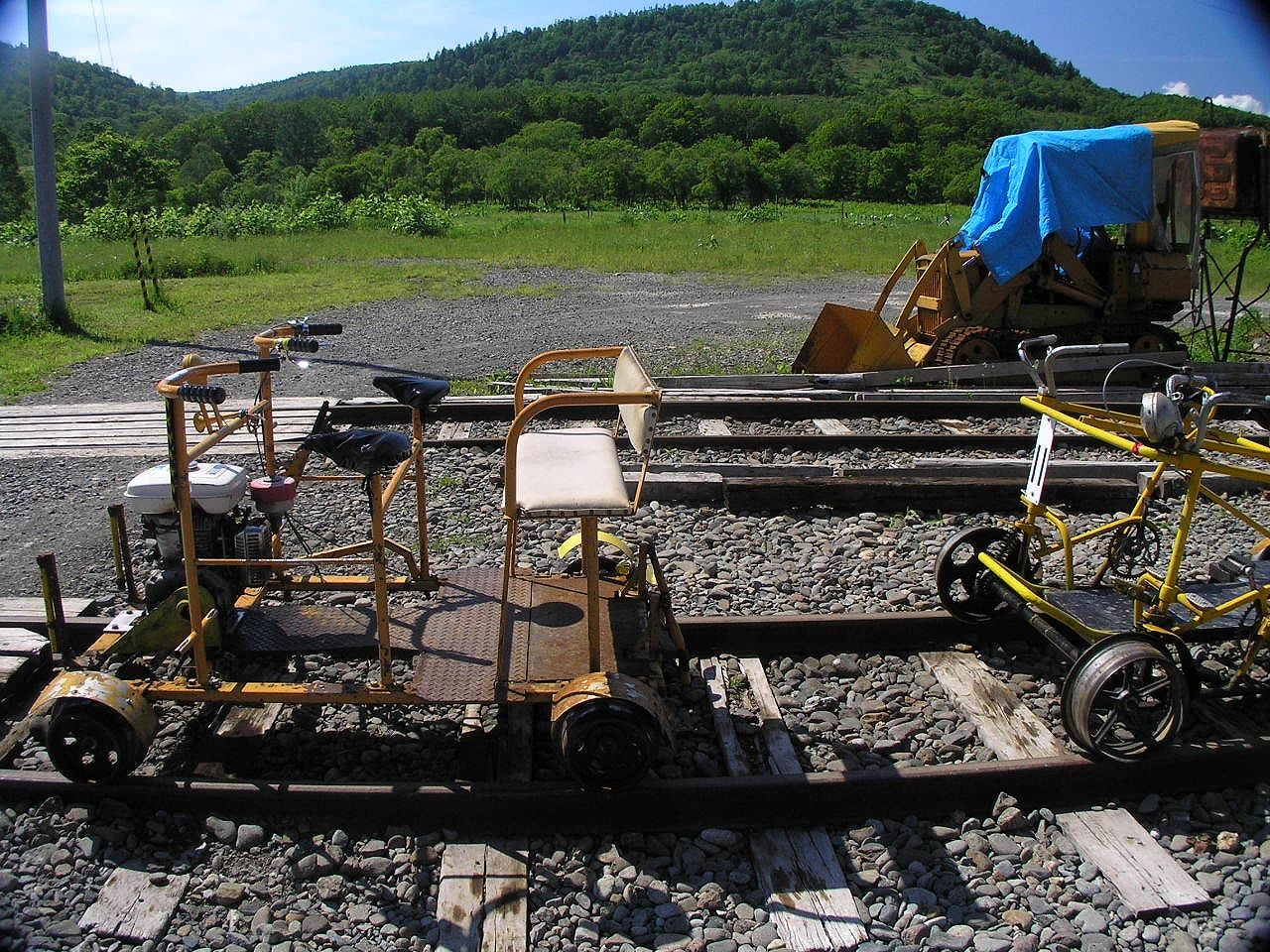
トロッコ王国のエンジン付きトロッコ

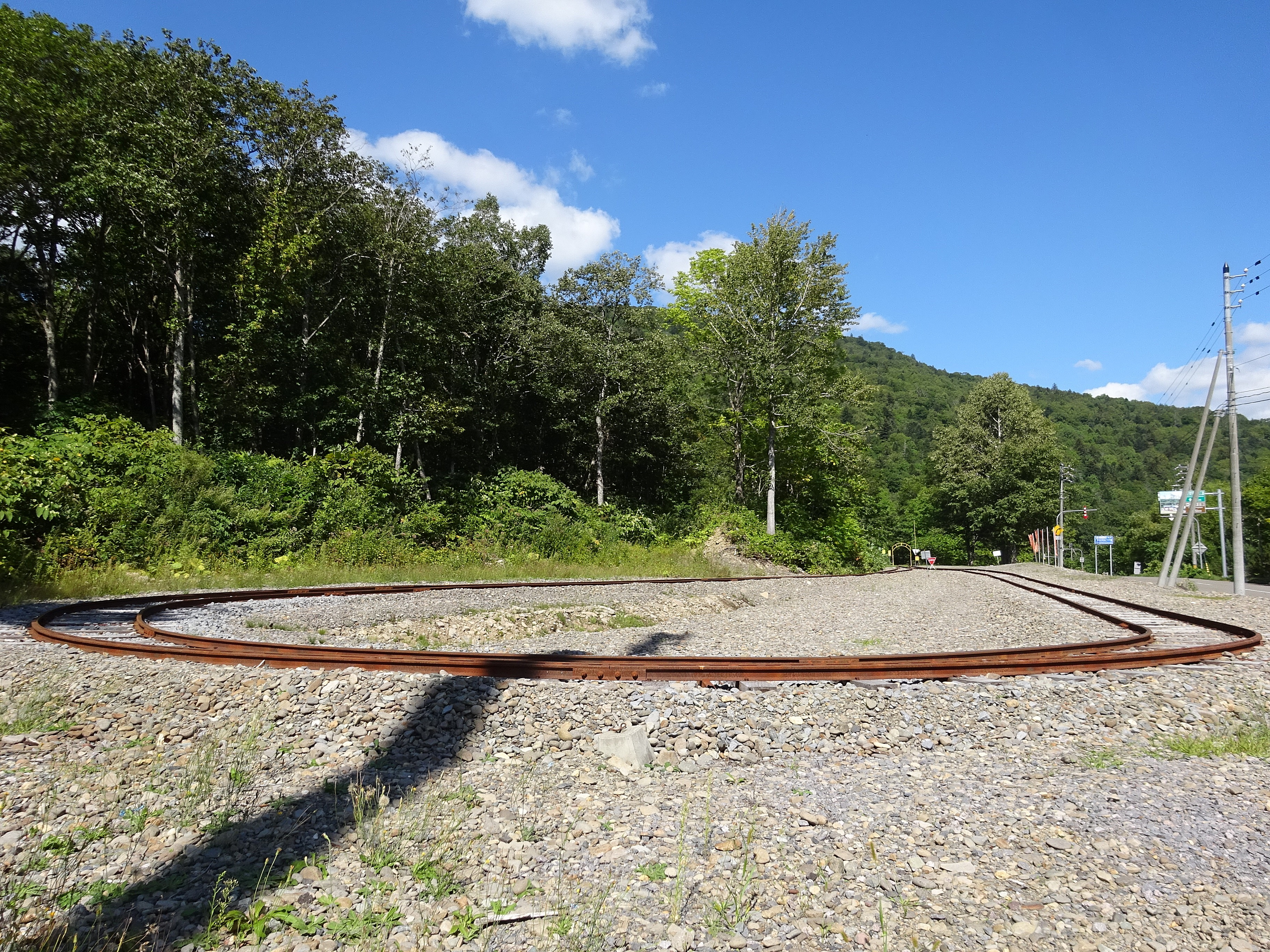
1067mmゲージにおける最急曲線（折り返し地点）

美深町の所有する旧美幸線の線路や鉄橋を始めとする付帯施設をNPO法人「トロッコ王国美深」が無償で借り受けた。本法人が車両や線路の製造・メンテナンス全般を行い、運営されている。
起点である旧仁宇布駅敷地内には、枕木で組み上げた古いローカル線の駅舎を模した建物があり、新しい駅名である「コタンコロ・カムイ駅」の看板が掛かっている。中は乗車券の発売などを行う事務所兼旧美幸線資料展示室になっており、壁には「トロッコ王国憲章」なるものが掛かっている。それによれば、国王は松山湿原の奥深くに棲むフクロウであるという設定。
駅舎内ではトロッコ乗車前に軍手や防寒着、ひざ掛けなどを無償で貸し出してくれる。
トロッコは、自動車運転免許証が必須となる（持っていなくても、スタッフが運転の上乗車できる）。駅舎前の起点でトロッコの操作方法と運転上の注意（踏切は一時停止、自動車優先・充分な車間距離と安全走行など）をスタッフから受けた後、往復10kmの小さな旅が始まる。過去には往路の終点に小さな転車台を設け、待機しているスタッフの指導を受けながら自ら方向転換を行っていたが、転回には時間がかかることから、現在はポイントを組み合わせて180度カーブする線形に変更され、トロッコから降車せずに転回できるようになっている。本線は単線なので対面通行はできないことから本線に合流する直前を待機場所として、本線上のすべてのトロッコが転回するまで待機させ、スタッフのポイント操作および指示により復路を走行する。トロッコには当初JRが線路の点検など保線作業用に実際に使用していた軌道自動自転車が転用されていたが、安全走行の観点から改良された新型車両に衣替えされている。推定最高速度は約20km/h位だが、オープンスタイルとガタンゴトンというジョイント音の響きが、かなりのスピード感とスリル感を醸し出し、さらには自分で運転できる感触が人気を集めている。沿線には、自然の草花や木々の緑が季節ごとに天然の彩を変え、清流のせせらぎと白樺の緑のトンネルを縫うように走る鉄路は、牧歌的な北海道の自然体感の場として、訪れる人々の心を虜にしている。
特別豪雪地帯であるため、冬季の運行は休止される。夏休みシーズンや大型連休時には全国各地から多くの人々が訪れ、賑わいを見せている。
また、廃線を利用したこのユニークな試みは全国的に注目を集め、各地から多くの視察が訪れている。
有名人や著名人も多く訪れ、2021年まで使用されたコタンコロ・カムイ驛舎内には苅谷俊介、カラテカ、風見しんご、河相我聞ら他多数のサインも掲示されている。

## 略歴
- 1985年（昭和60年） - 国鉄美幸線（美深 - 仁宇布間21.2km）が廃止される。
- 1998年（平成10年）7月 - 北海道の観光活性を目的としトロッコの運行を始める。
- 2001年（平成13年） - 国土交通大臣賞を受賞。
- 2004年（平成16年）3月1日 - NPO法人として認証を受ける。
- 2007年（平成19年）9月3日 - NHK総合「生中継 ふるさと一番!」で当施設が紹介される。
- 2022年（令和4年）4月 - 新しいコタンコロ・カムイ驛（駅）が完成。旧コタンコロ・カムイ駅からすべての機能が引き継がれるとともに、新たに軽食コーナーが設けられた。

## 所在地
- 北海道中川郡美深町字仁宇布

## 利用者数
利用者数の推移は以下の通り。
- 2004年度：11,530人
- 2005年度：8,970人
- 2006年度：7,741人
- 2007年度：11,192人
- 2008年度：9,696人
- 2009年度：13,285人
- 2010年度：12,481人
- 2011年度：10,293人
- 2012年度：12,103人
- 2013年度：10,897人
- 2014年度：11,020人

## アクセス
- 鉄道：美深駅下車、バスで30分（1日5便、日曜運休　デマンドバスのため、事前に電話予約が必要、予約がない場合は運休）、またはタクシー、レンタカー[3]。

## 料金
2025年シーズンの場合　 
- 大人　1800円（1人乗車の場合はプラス200円、運転者は要普通免許）
- 中高生　1400円（以下、乗車のみで運転は不可）
- 小学生　800円
- 幼児　無料

## ギャラリー

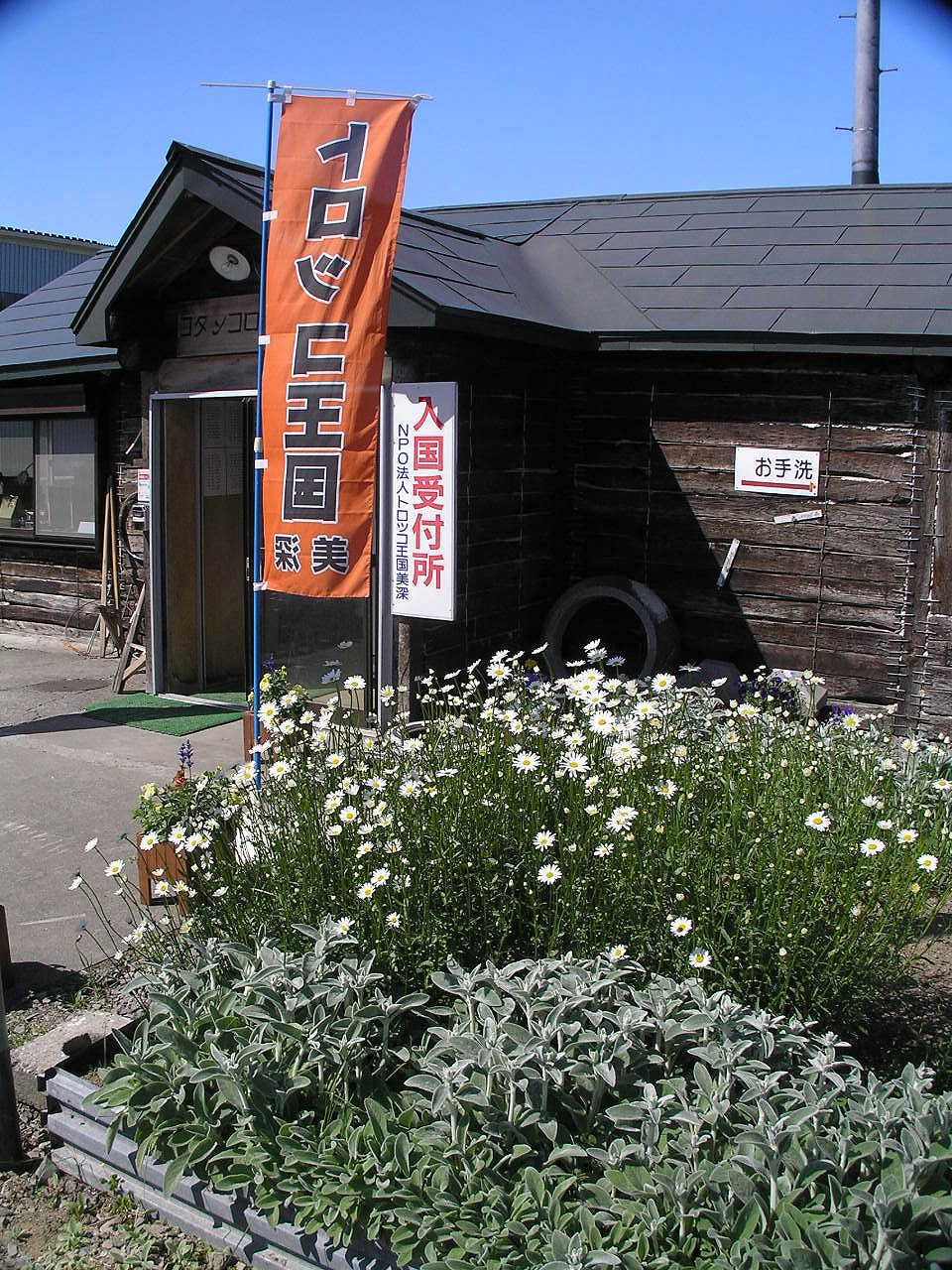
駅舎前
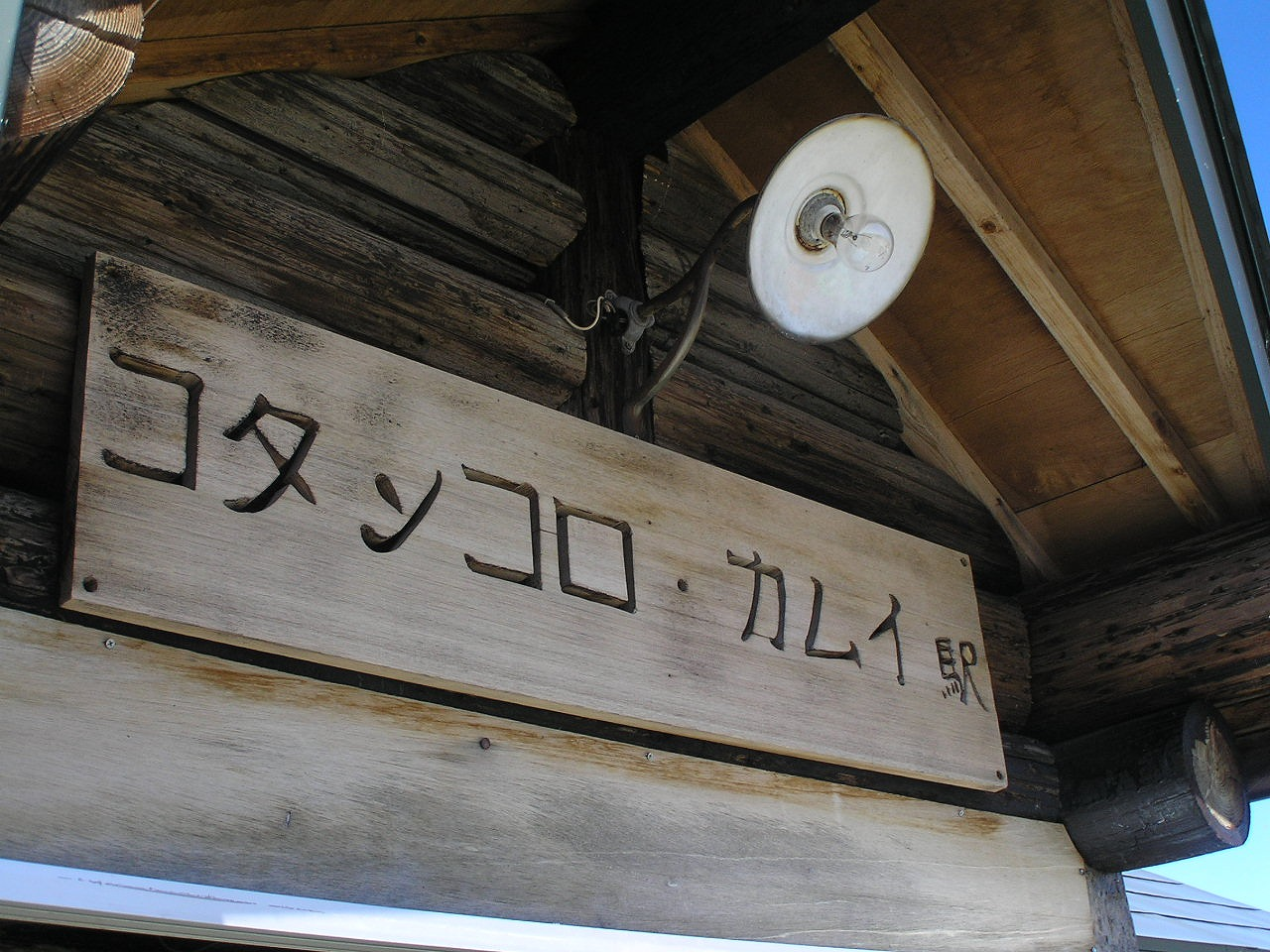
コタンコロ・カムイ駅名標
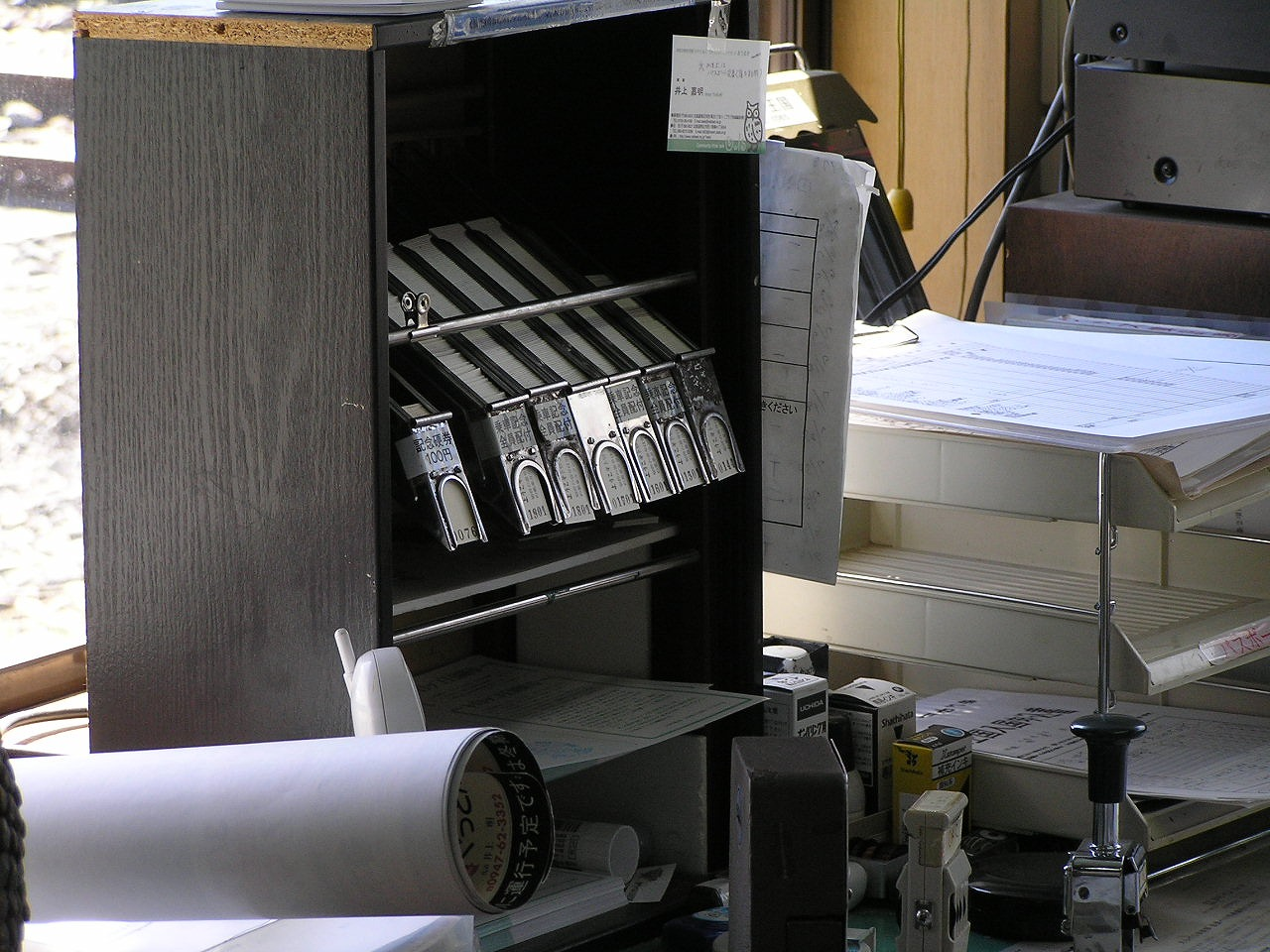
コタンコロ・カムイ駅内部切符販売機
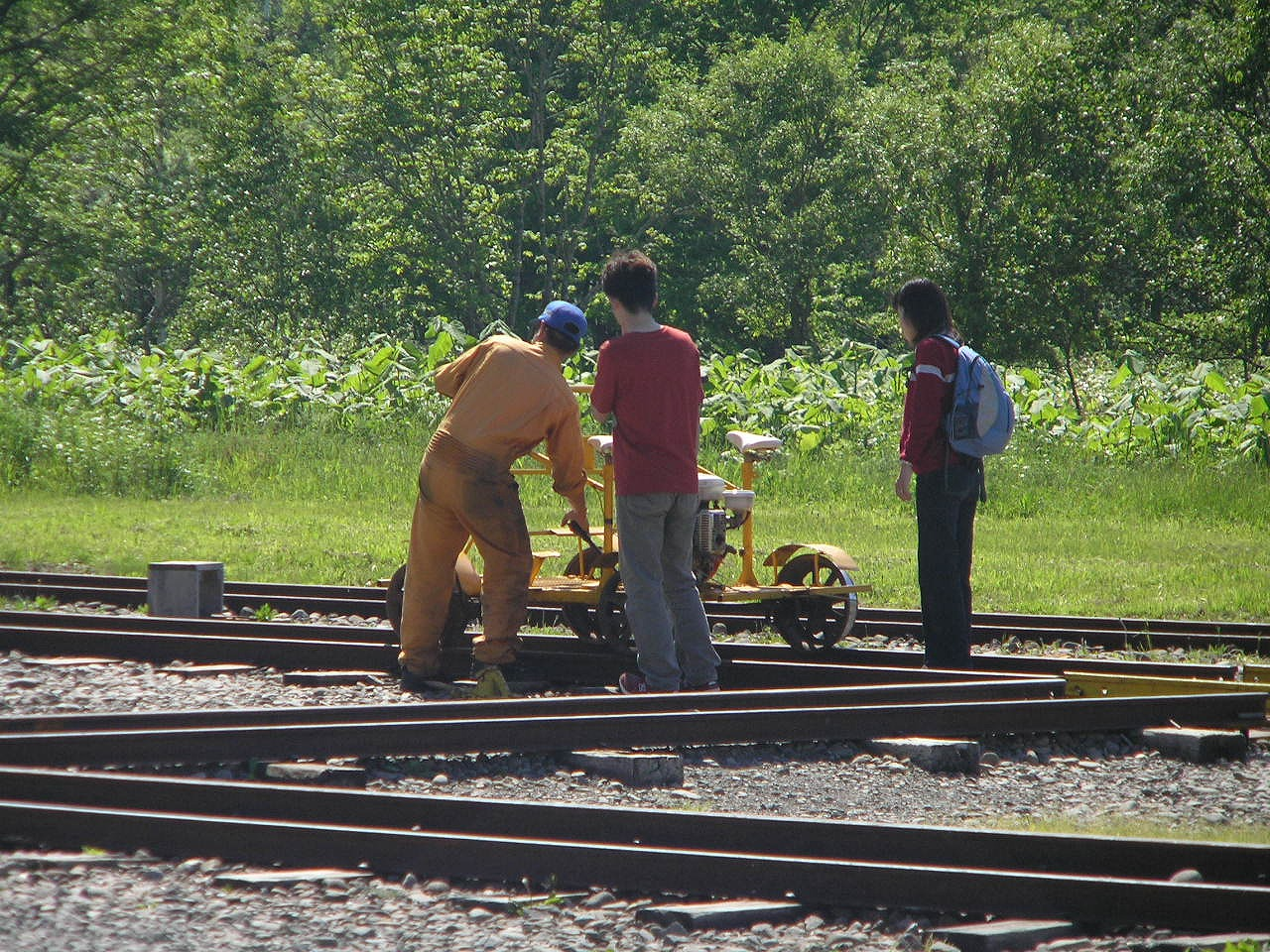
トロッコに乗る前に簡単な説明を受ける
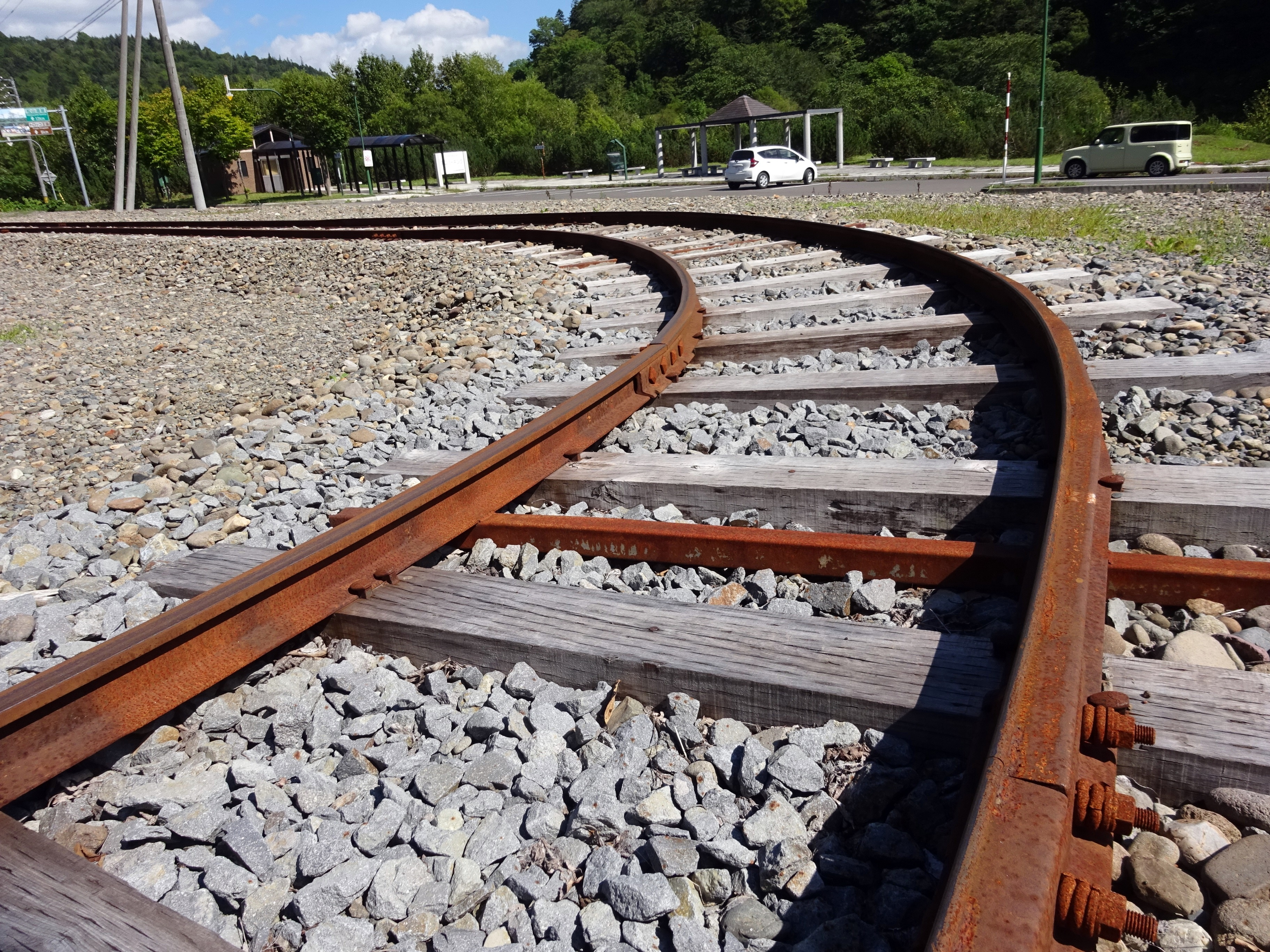
急曲線すぎるため曲げた金属棒をレール表面内側に溶着させて傾斜を付けている（右側レール）
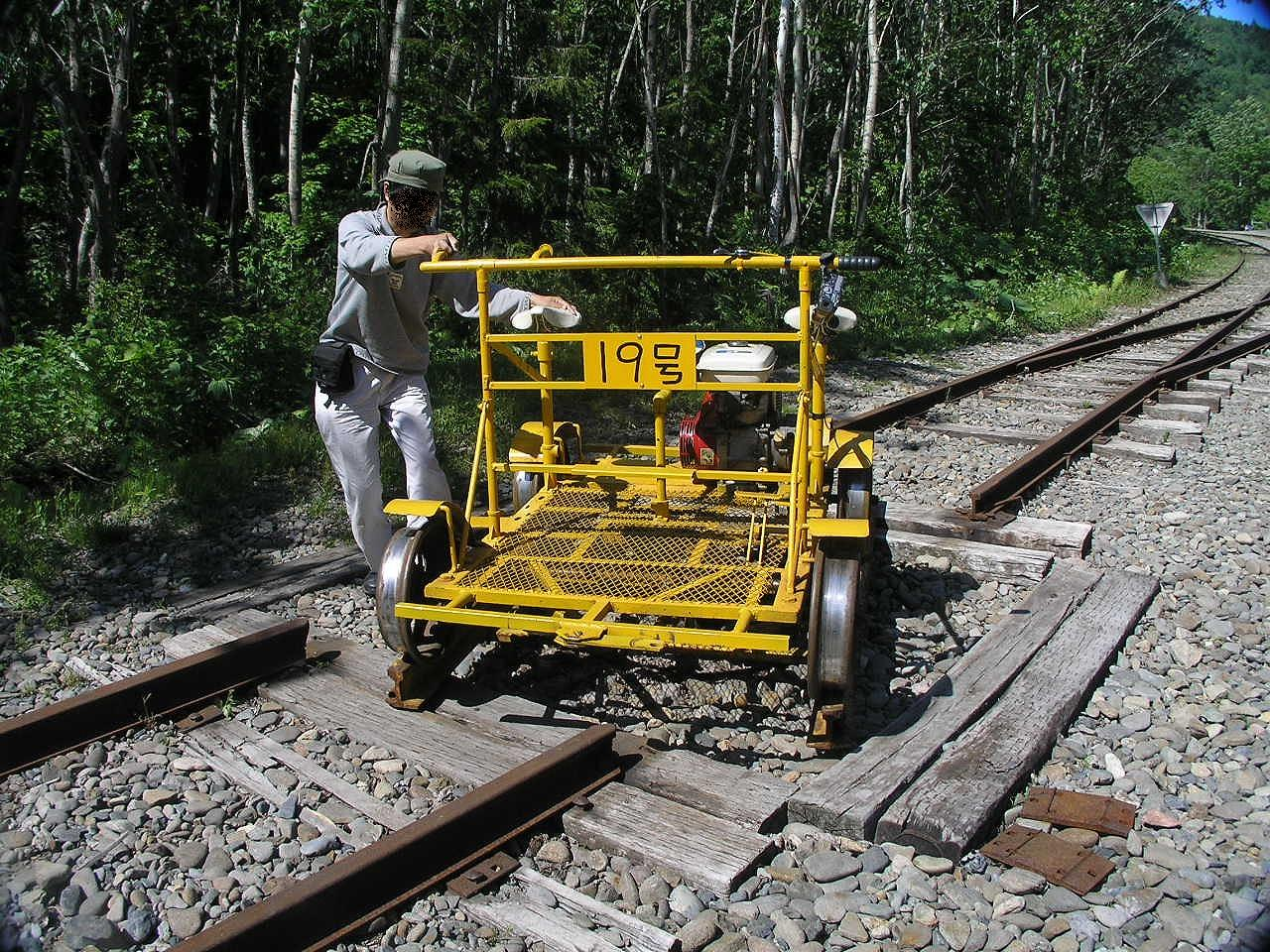
かつての折り返し地点の転車台

## 周辺情報
- 松山湿原（日本最北の高層湿原）
- つつじ沼
- 雨霧の滝
- 女神の滝
- スバル研究実験センター美深試験場